# San Pedro de Pataquí
San Pedro de Pataquí ist eine Ortschaft und eine Parroquia rural („ländliches Kirchspiel“) im Kanton Otavalo der ecuadorianischen Provinz Imbabura. Die Parroquia besitzt eine Fläche von 9,54 km². Die Einwohnerzahl betrug beim Zensus 2010 269. Die Bevölkerung besteht zu etwa 73 Prozent aus Mestizen sowie zu 20 Prozent aus Indigenen.

## Lage
Die Parroquia San Pedro de Pataquí liegt in den Anden im Norden von Ecuador. Das Gebiet befindet sich in Höhen zwischen 2210 m und 2606 m. Die beiden Quellflüsse des Río Pataqui begrenzen das Verwaltungsgebiet im Westen und im Osten und entwässern das Areal nach Süden. Der etwa 2350 m hoch gelegene Hauptort befindet sich 13 km westsüdwestlich vom Kantonshauptort Otavalo.
Die Parroquia San Pedro de Pataquí grenzt im Norden an die Parroquia San José de Quichinche sowie im Osten und im Westen an die Provinz Pichincha mit den Parroquias Atahualpa und San José de Minas (beide im Kanton Quito).

## Geschichte
Die Parroquia San Pedro de Pataquí wurde am 27. September 1960 (fecha de creación) gegründet.